# Ямамото, Уил
Уил Ямамото (англ. Wil Yamamoto, род. 11 января 1974) — гуамский шоссейный велогонщик. Участник летних Олимпийских игр 1992 года.

## Карьера
В 1992 году был включён в состав сборной Гуама на летних Олимпийских играх в Барселоне. На них выступил в командной гонке с раздельным стартом на 100 км. По её результатам сборная Гуама (в которую также входили Джази Гарсия, Мануэль Гарсия и Мартин Сантос)заняла 25 место, уступив занявшей первое место сборной Германии почти 35 минут.